# Setge de Tönning
El Setge de Tönning tingué lloc durant la Gran Guerra del Nord, la fortalesa de Tönning (Tønning) al territori de Holstein-Gottorp, aliat de l'Imperi Suec, fou assetjada dues vegades: el Regne de Dinamarca i Noruega va fracassar en el primer setge el 1700, però una força combinada de la coalició anti-sueca assetjà (1713-1714) i prengué Tönning.

## 1700
El primer setge fou una de les primeres accions militars de la Gran Guerra del Nord. El Regne de Dinamarca i Noruega, l'Electorat de Saxònia, la Confederació de Polònia i Lituània i el Tsarat Rus havien pactat envair l'Imperi Suec per tres fronts. Les forces daneses es atacaren a Holstein-Gottorp,. aliat i dinàsticament lligat a Suècia,. i posaren setge a Tönning el març de 1700. El setge s'alçà quan Carles XII de Suècia, amb el suport dels Poders Marítims, feu un moviment sorpresa i desplegà un exèrcit davant de Copenhaguen, forçant a Frederic IV de Dinamarca-Noruega a abandonar la guerra amb el Tractat de Traventhal el 18 d'agost de 1700. Dinamarca es reincorporà a la guerra el 1709 després de la derrota sueca a Poltava.

## 1713–1714
A principis de 1713, les forces de l'Imperi Suec i Holstein-Gottorp foren encerclades per un exèrcit combinat saxó- polonès i rus a Tönning. L'exèrcit suec el formaven les restes dels 16,000 homes comandats per Magnus Stenbock que havien trencat el Setge de Stralsund, i ignorant les ordres de marxar sobre Polònia, giraren cap a l'oest, derrotaren un exèrcit danesa a la batalla de Gadebusch, i els perseguiren fins a Holstein. El russos i saxons-polonesos aliats de Dinamarca enviaren 36.000 homes darrere de Stenbock.
El febrer de 1713, trencant la seva neutralitat,. Carles Frederic de Holstein-Gottorp. proporcionà a Stenbock refugi i auxiliars a la seva fortalesa de Tönning anticipant-se al suport dels Poders Marítims, esperant-se una repetició del precedent de 1700. Tanmateix, els Poders Marítims no intervingueren, i els 9,000 homes de Stenbock esgotaren els subministraments. Quan la situació alimentària es deteriorà i 2,800 suecs caigueren malalts, Stenbock es rendí el 16 de maig de 1713.
Els 1,600 homes de Holstein de la guarnició de Tönning resistiren fins al 7 de febrer de 1714. Les forces daneses, en compliment d'un ordre d'ocupació reial del 13 de març de 1713,. aconseguiren completar l'ocupació de Holstein-Gottorp quan els últims Holsteins lleials a Suècia foren capturats el 1715. Després de la rendició de Tönning, els seus treballs defensius i palau foren aterrats fins al 1735.

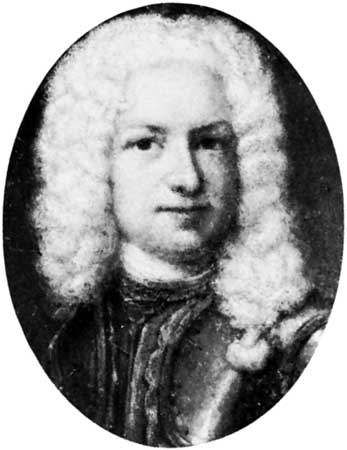
Görtz

La decisió del duc de Holstein-Gottorp d'acceptar a Tönning a Stenbock així com la negociació de la rendició sueca s'atribueix al baró Georg Heinrich Von Görtz, un diplomàtic a la cort de Carles Frederic. Els captius suecs es dividien igualment entre les potències victorioses, malgrat les ordres que el comandant rus Aleksandr Danílovitx Ménxikov havia rebut del tsar Pere I de Rússia d'obtenir la porció més gran per a Rússia, sostenint que els russos havien proporcionat el contingent més gran en l'exèrcit combinat. La desobediència conduïa a rumors que Ménxikov fou subornat per Görtz.